# Trujui
Trujui is een plaats in het Argentijnse bestuurlijke gebied Moreno in de provincie Buenos Aires. De plaats telt 94.608 inwoners.